# Nicole Besnard
Pour les articles homonymes, voir Besnard.
Ne doit pas être confondu avec Nicole Bernard.
Nicole Besnard, née le 23 mai 1928 à Grenoble (Isère) et morte le 20 août 2017 à Porspoder (Finistère), est une actrice française.

## Biographie
Élève de Béatrix Dussane au Conservatoire d'art dramatique de Paris, Nicole Besnard entre au Cours Simon.
Après avoir passé une partie de son enfance à Grenoble, sa famille rejoint Paris pendant la guerre. Ils y habitent rue Valadon, voisine, dans le 7e arrondissement, de la rue Cler suivie de la rue Duvivier, deux noms « prémonitoires » de sa carrière d'actrice. 
Ses deux premiers films seront Au royaume des cieux de Julien Duvivier avec Serge Reggiani et La Beauté du diable de René Clair où elle interprète Marguerite aux côtés de Gérard Philipe, Michel Simon et Simone Valère.
Elle abandonne le cinéma et le théâtre dans les années 1957-1958 pour se consacrer à sa passion des meubles anciens et s’associe à un antiquaire de Paris.
Elle meurt le 20 août 2017.

### Vie privée
Brigitte Bornemann est sa fille unique dont le père est Ole Fredrik Christian Bornemann, avocat, journaliste et auteur de romans policiers

## Filmographie
Sauf indication contraire, les informations mentionnées dans cette section peuvent être confirmées par les bases de données cinématographiques IMDb et Allociné,  présentes dans la section « Liens externes ».
- 1949 : Au royaume des cieux de Julien Duvivier : Anna
- 1950 : La Beauté du diable de René Clair : Marguerite
- 1951 : Ils étaient cinq de Jack Pinoteau : Simone
- 1953 : L'Île aux femmes nues d'Henri Lepage
- 1953 : Dortoir des grandes d'Henri Decoin : Chantal
- 1954 : Le Collège en folie d'Henri Lepage
- 1954 : Le Grand pavois de Jack Pinoteau : Corinne
- 1954 : Leguignon guérisseur de Maurice Labro : Arlette Leguignon
- 1954 : Sur le banc de Robert Vernay : Jeannette
- 1955 : La Princesse du Danube bleu (An der schönen blauen Donau) de Hans Schweikart
- 1957 : L'Auberge en folie de Pierre Chevalier